# Sadoke Kokunda Mayele
Sadoke Kokunda Mayele ist der Stabschef der kongolesischen Miliz Mai-Mai Cheka.

## Leben
Er wurde am 5. Oktober 2010 als Verantwortlicher der Massenvergewaltigungen in Luvungi von Angehörigen der Miliz festgesetzt, anschließend den UN-Truppen im Distrikt Walikale in der Provinz Nordkivu ausgeliefert und einem Militärgericht in Goma übergeben.
Die Frauen, Mutter und Töchter von Mayele sollen unter den Opfern der Massenvergewaltigungen sein.